# دومینیک ویلکس
دومینیک ویلکس (انگلیسی: Dominique Veilex؛ زادهٔ ۱ ژانویهٔ ۱۹۶۰) بازیکن فوتبال اهل فرانسه است.
از باشگاه‌هایی که در آن بازی کرده‌است می‌توان به باشگاه فوتبال کن اشاره کرد.